# 赵姬 (汉朝)
赵姬（前3世纪—前198年）是刘邦的情妇，淮南王刘长的生母。

## 生平
赵姬起初是赵王张敖的一名侍姬。高祖八年（前199年），刘邦从东垣县經过趙國，女婿张敖为了讨好刘邦，将美艷的赵姬送給刘邦侍寢，获得刘邦宠幸后，赵姬有孕，赵王張敖不敢将赵姬召回内宫，便修筑外宫让她居住。
前198年，赵国丞相贯高设计刺杀刘邦未果，张敖和美女赵姬都受牵连入狱。赵姬告訴官吏，自己已怀有刘邦之子，官吏報告刘邦，刘邦因對张敖生氣，不理會赵姬。赵姬的弟弟赵兼只好去请求让辟阳侯审食其向吕后求情，吕后出于嫉妒，没有答应，审食其也没有坚持赵姬的请愿。最后，赵姬生下刘长后悲愤自杀。官吏带着刘长拜见刘邦，刘邦后悔，命吕后抚养刘长，并将赵姬葬在家乡真定县。
汉文帝時，刘长与匈奴，闽越首领一起合谋造反，大臣们觉得应该判死刑，汉文帝于心不忍，赦免了他，但废除了他的王爵，将他贬到蜀郡嚴縣邛邮（今四川雅安），途中，刘长絕食而死。